# Dobrówko (przystanek kolejowy)
Dobrówko – zlikwidowany przystanek kolei wąskotorowej (Białogardzka Kolej Dojazdowa) w Dobrówku, w województwie zachodniopomorskim, w Polsce.